# 李仲尚
李仲尚（？—？），陇西狄道（今甘肃省临洮县）人，北魏镇远将军、颍川郡太守、襄武惠侯李辅次子，北魏官员。

## 生平
李仲尚形貌非常的美，年少以文学而闻名，二十岁时著书《前汉功臣序赞》和《季父司空冲诔》，当时侍中高聪、尚书邢峦见到后感叹的说：“后生可畏不是假话啊。”太和末年，京兆王元愉成立府署，征辟僚属，魏孝文帝元宏为元愉精选属官，李仲尚和高谅、李秀之同时应选，以京兆王府参军为起家官。景明年间，李仲尚因为兄长李伯尚之事被定罪赐死，时年二十五岁。

## 家族

### 父亲
- 李辅，北魏镇远将军、颍川郡太守、襄武惠侯

### 兄弟姐妹
- 李庆容，嫁北魏华州刺史、征虏将军、安定王长史辛祥
- 李伯尚，北魏秘书丞、给事黄门侍郎
- 李季凯，北魏秘书监、中军将军、博平县侯
- 李延庆，北魏镇东将军、金紫光禄大夫
- 李延度，东魏卫将军、安德郡太守
- 李氏，嫁北魏太保、太尉、咸阳王元禧
- 李氏，嫁北魏东阳王元丕第三子元超